# Gozdovi mangrov
Ekosistem mangrov sestavljajo gozdovi mangrovih dreves, odpornih na sol, v območju plimovanja pretežno tropskih obal s temperaturo vode nad 20 °C. Po vsem svetu je okoli 15 milijonov hektarjev (150.000 km²) mangrovega gozda ali mangrovega močvirja.
Mangrove gozdove sestavljajo drevesa in grmičevje iz različnih rastlinskih družin s skupno skoraj 70 vrstami, ki so se prilagodile življenjskim razmeram morskih obal in brakičnih estuarijev.

## Razširjenost
Gozdovi mangrov dosežejo največji obseg v estuarijih velikih rek v deževnih in toplih predelih. Mangrove so vezane na območja sveta, kjer njihovega obdobja dejavnosti ne prekine odpadanje listov, ki ga povzroči mraz.
Razlikujemo med zahodnimi in vzhodnimi mangrovami. Zahodne mangrove uspevajo na obalah Amerik in Zahodne Afrike, medtem ko vzhodne mangrove naseljujejo obale Vzhodne Afrike, Madagaskarja, Indije in Jugovzhodne Azije. Medtem ko so zahodne mangrove razmeroma revne z vrstami s približno osmimi drevesnimi vrstami, vzhodne mangrove vsebujejo več kot 50 drevesnih vrst, vključno s palmo nipa (Nypa fruticans).

## Ekologija

### Prilagoditve
Slana somornica ali morska voda, ki so ji drevesa v mangrovem gozdu izpostavljena med spremembami plimovanja, povzroči zelo nizek vodni potencial v usedlinah, ki obkrožajo korenine. Ko se voda absorbira skozi korenine, mangrova drevesa izločijo nekatere ione soli, ki so običajno škodljivi za rastline. Sol, ki pride v organizem kljub selektivni absorpciji, se zaradi škodljivega vpliva na presnovne procese skladišči v vakuolah celic in vodi v solno sočnost. Določene vrste mangrove lahko izločajo odvečno sol skozi solne žleze v listih, pri drugih pa sol ostane v organizmu rastline, dokler listi ne odpadejo.
Nadaljnje prilagajanje dreves mangrov na njihovo lokacijo vpliva na korenine. Korenine potrebujejo kisik za celično dihanje, vendar ga v blatnih tleh ob plimovanju ni. Da bi zagotovili oskrbo podzemnih korenin s kisikom, imajo koreninski sistemi mangrovcev »prezračevalne sisteme«: posebni nadzemni koreninski organi (korenine hodulj, pnevmatoforji) se preko leč v lubju oskrbujejo z atmosferskim kisikom in ga usmerjajo do podzemnega koreninskega sistema preko zrakoprevodnega tkiva (aerenhima).
Naravno pomlajevanje je npr. v mangrovah iz družine Rhizophora tako, da so semena prilagojena posebnim značilnostim rastišča: semena v plodu vzklijejo na matični rastlini in tvorijo plavajoče, cigaraste sadike (vivipary), ki preživijo dolgotrajno premikanje z oceanskimi tokovi, vendar se lahko hitro ukoreninijo na ugodnih lokacijah. Tudi druga drevesa mangrov imajo visoko razvite, plavajoče plodove ali sadike.
Zaradi velike porabe energije, ki jo rastline mangrov potrebujejo za prilagajanje lokaciji, ti gozdovi pogosto dosežejo višino manj kot 5 metrov, v optimalnem obsegu pa celo krepko čez 20 metrov. Nizke, grmovju podobne mangrove se razvijejo vzdolž sušnih obal, na koralnih otokih ter na severnih in južnih mejah razširjenosti v subtropih.

### Mangrove kot habitat
Zaradi ekstremnih razmer v območju plimovanja so se v gozdovih mangrov razvile relativno produktivne združbe visoko specializiranih organizmov. Tukaj si morski in kopenski organizmi delijo isti življenjski prostor. Medtem ko kopenski organizmi živijo v zgornjih etažah dreves in grmovnic, med koreninami živijo prava morska bitja. Koreninski sistem dreves mangrove in usedline, ki se nabirajo med koreninami, so življenjski prostor in leglo številnih organizmov; mangrove so pomembna območja za drstenje in razmnoževanje rib, rakov in kozic, od katerih se nekatere pozneje naselijo na koralnih grebenih ali drugih obalnih ekosistemih.

## Uporaba
Skupaj s koralnimi grebeni in tropskimi deževnimi gozdovi so mangrove med najproduktivnejšimi ekosistemi na zemlji. V krošnjah mangrovega gozda živijo plazilci in sesalci. Številne vodne ptice izkoristijo bogato zalogo hrane in gnezdijo v krošnjah dreves. Gost koreninski sistem mangrov ponuja veliko število organizmov, veliko število majhnih habitatov na majhnem prostoru.
Korenine zagotavljajo varen življenjski prostor za številne ribe, školjke in rakce ter najboljše pogoje za ličinke in mladiče mnogih vrst. Na lesenih koreninah dreves živijo polži, alge, ostrige, rane in spužve. Raki in ribe (npr. Sciaenidae) živijo v globlji vodi.
Zato mnoge mangrove gozdove ljudje uporabljajo za nabiranje (npr. mangrove rakovice, školjke); poleg tega obstaja zgoraj omenjeni pomen mangrov za staleže rib in kozic.
Drug pomemben vidik je, da mangrove nudijo zaščito pred obalno erozijo: uničujoč učinek nevihtnih valov in cunamijev na človeška naselja na obali lahko zmanjšajo nedotaknjeni gozdovi mangrov pred njimi. Krčenje ali drugo uničevanje mangrovih gozdov je eden najpomembnejših sofaktorjev izgube zemljišč po vsem svetu, kjer so še posebej ogroženi manjši tropski otoki, kjer ohranjanje mangrov in razvoj turizma tekmujeta na omejenem prostoru: izpostavljene plaže so zelo velike. turistično bolj privlačna kot nedostopna mokrišča. Poškodbe na plaži pogosto postanejo vidne šele po desetletjih.

## Grožnje
Gozdovi mangrov so ogroženi v mnogih delih sveta, predvsem zaradi ustanavljanja in širjenja intenzivno upravljanih gojišč kozic. Ker so ribniki za kozice že po treh do desetih letih močno onesnaženi s kemikalijami, jih je treba opustiti že po nekaj letih. Pogozdovanje z mangrovami je takrat skoraj vedno nemogoče.
Druge grožnje so:
- globalni dvig morske gladine kot posledica podnebne krize (»globalno segrevanje«),
- onesnaženje zaradi pridobivanja fosilne nafte (Panama, Perzijski zaliv, delta Nigra),
- izsuševanje območij mangrov kot del širjenja poselitve obalnega območja ter
- uporaba lesa mangrov s strani lokalnega prebivalstva kot drva za kurjavo, za proizvodnjo oglja ali taninov.

Donos obalnega ribolova se je dramatično zmanjšal, kjer so bili mangrovi gozdovi posekani v velikem obsegu. Prizadevanja za pogozdovanje mangrov potekajo na primer v Vietnamu, na Tajskem, v Indiji, Šrilanki in na Filipinih. Kljub tem prizadevanjem se uničevanje območij mangrov nadaljuje; izguba v obdobju 1980 do 2000 znaša 25 % obstoječe površine leta 1980.